# Đội tuyển Davis Cup Zambia
Đội tuyển Davis Cup Zambia đại diện Zambia ở giải đấu quần vợt Davis Cup và được quản lý bởi Hiệp hội Quần vợt Zambia.  Đội chưa thi đấu kể từ năm 2013. Một số vận động viên tiêu biểu gồm Webster Munyenyembe, Henry Banda, Sidney Bwalya and, Lawrence Chileshe.

## Lịch sử
Zambia lần đầu tiên tham gia Davis Cup vào năm 1990.  Thành tích tốt nhất của họ là vào đến tứ kết Nhóm II châu Phi năm 1991.